# Коломбо (сезон 4)
Четвёртый сезон американского телесериала «Коломбо», премьера которого состоялась на канале NBC 15 сентября 1974 года, а заключительная серия вышла 27 апреля 1975 года, состоит из 6 эпизодов.

## Период трансляции
Сезон первоначально транслировался по воскресеньям в 8:30—10:00 (EST) в рамках «The NBC Mystery Movie».

## Релиз на DVD
Сезон был выпущен на DVD Universal Home Video.

## Эпизоды
| № в сериале | № в сезоне | Название                                             | Режиссёр             | Автор сценария                                                          | Убийцу играет   | Жертву(ы) играет                | Дата премьеры    | Длительность |
| --- | ---------- | ---------------------------------------------------- | -------------------- | ----------------------------------------------------------------------- | --------------- | ------------------------------- | ---------------- | ------------ |
| 26 | 1          | «Наперегонки со смертью» «An Exercise in Fatality»   | Бернард Л. Ковальски | Сюжет : Ларри Коэн Телесценарий : Питер С. Фишер                        | Роберт Конрад   | Филлип Брунс                    | 15 сентября 1974 | 94 минуты    |
| Спортивный инструктор Майло Дженис является совладельцем сети популярных спортивных залов. Когда его партнёр Юджин Стаффорд раскрывает мошеннические операции Джениса по завышению цен на оборудование и материалы, Дженис избавляется от Стаффорда, задушив и обставив всё как несчастный случай на тренировке. Однако попытка создать себе идеальное алиби играет лишь на руку лейтенанту Коломбо, который быстро устанавливает, что речь в данном случае идёт об убийстве. |            |                                                      |                      |                                                                         |                 |                                 |                  |              |
| 27 | 2          | «Смерть в объективе» «Negative Reaction»             | Альф Кжеллин         | Питер С. Фишер                                                          | Дик Ван Дайк    | Антуанетта Бауэр, Дон Гордон    | 6 октября 1974   | 92 минуты    |
| Известный фотограф Пол Галеско ненавидит свою сварливую жену Френсис. Он устраивает всё так, как будто его жену похитили, потребовали выкуп, а затем убили. Чтобы отвести от себя подозрение, он подставляет недавно вышедшего из тюрьмы Элвина Дешлера. Подделав все необходимые улики, он стреляет в Дешлера из револьвера, затем достаёт пистолет, из которого была убита Френсис, вкладывает его в руку Дешлера и стреляет себе в ногу так, чтобы всё выглядело как самозащита при нападении похитителя его жены. Коломбо нужно доказать вину фотографа, до того как он уедет на Филиппины.                        |            |                                                      |                      |                                                                         |                 |                                 |                  |              |
| 28 | 3          | «При первых проблесках зари» «By Dawn's Early Light» | Харви Харт           | Говард Бёрк                                                             | Патрик МакГухан | Том Симкокс                     | 27 октября 1974  | 94 минуты    |
| Популярность военной академии Хайнса падает. Президент попечительского совета при академии, Уильям Хайнс хочет преобразовать академию из сугубо военного училища для мальчиков в колледж с совместным обучением молодых людей обоих полов. Но руководитель академии, полковник Румфорд категорически против идеи Хайнса и решает устранить его. Он организовывает несчастный случай, в ходе которого Хайнс на глазах у публики погибает от взрыва пушки. Румфорд возлагает всю ответственность на кадета Роя Спрингера, который отвечал за чистку пушки. В раскрытии этого преступления Коломбо поможет бутылка сидра. |            |                                                      |                      |                                                                         |                 |                                 |                  |              |
| 29 | 4          | «Смерть в океане» «Troubled Waters»                  | Бен Газзара          | Сюжет : Джексон Гиллис и Уильям Дрискилл Телесценарий : Уильям Дрискилл | Роберт Вон      | Пупи Бокар                      | 9 февраля 1975   | 94 минуты    |
| Автодилер Хайден Данзигер со своей состоятельной супругой Сильвией отправляется в морской круиз на лайнере. Боясь разоблачения своей связи с певицей Розанной Уэллс, которая с оркестром плывёт на этом же теплоходе, Данзигер убивает любовницу и фабрикует улики так, чтобы под подозрением оказался один из музыкантов оркестра. Однако на этом же судне оказывается лейтенант Коломбо, который тоже отправился в морское путешествие с миссис Коломбо. |            |                                                      |                      |                                                                         |                 |                                 |                  |              |
| 30 | 5          | «Повторный просмотр» «Playback»                      | Бернард Л. Ковальски | Дэвид П. Льюис и Букер Т. Брэдшо                                        | Оскар Вернер    | Марта Скотт                     | 2 марта 1975     | 73 минуты    |
| Энергичная и властная владелица радиоэлектронной корпорации «Мидас Электроникс» Маргарет Мидас объявляет своему зятю Харольду Ван Вику, что отстраняет его от участия в управлении делами компании. Она недовольна его работой и к тому же выяснила, что зять изменяет её дочери-инвалиду. Тогда Харольд хладнокровно убивает свою тёщу и умело обманывает домашнюю высокотехнологичную систему наблюдения, тем самым создавая себе алиби. Однако при просмотре видео с записью убийства Коломбо понимает, что Ван Вик ему лжёт.                                                                                       |            |                                                      |                      |                                                                         |                 |                                 |                  |              |
| 31 | 6          | «Горе от ума» «A Deadly State of Mind»               | Харви Харт           | Питер С. Фишер                                                          | Джордж Хэмилтон | Стивен Эллиот, Лесли Энн Уоррен | 27 апреля 1975   | 73 минуты    |
| Психиатр Марк Кольер убивает Карла Доннера, мужа своей пациентки и любовницы Нади. Чтобы отвести подозрения от себя и Марка, Надя лжесвидетельствует о неудачном ограблении дома Доннеров, в результате которого и произошло убийство. Но Коломбо всё ближе подбирается к разгадке, и тогда Кольер гипнотизирует Надю, вынуждая её совершить самоубийство. Таким образом, единственная свидетельница мертва. |            |                                                      |                      |                                                                         |                 |                                 |                  |              |